# Lista de condados de Iowa

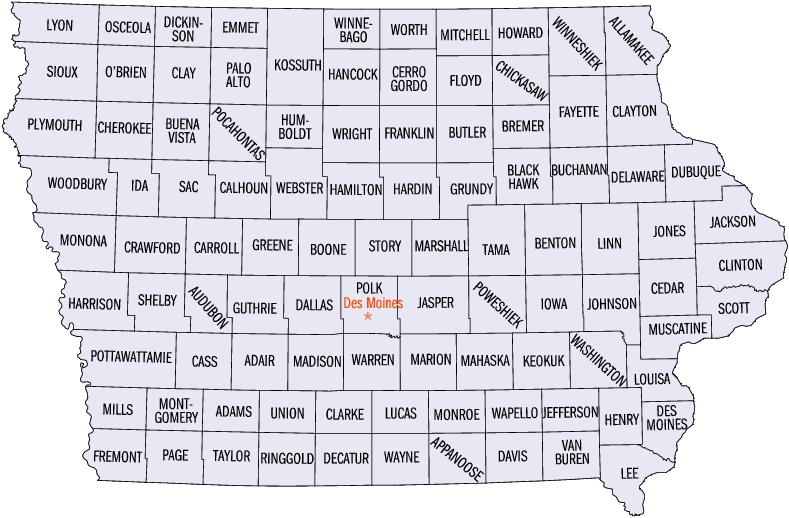
Mapa dos condados de Iowa

A seguir, lista dos 99 condados de Iowa.
| - Adair - Adams - Allamakee - Appanoose - Audubon - Benton - Black Hawk - Boone - Bremer - Buchanan - Buena Vista - Butler - Calhoun - Carroll - Cass - Cedar - Cerro Gordo - Cherokee - Chickasaw - Clarke | - Clay - Clayton - Clinton - Crawford - Dallas - Davis - Decatur - Delaware - Des Moines - Dickinson - Dubuque - Emmet - Fayette - Floyd - Franklin - Fremont - Greene - Grundy - Guthrie - Hamilton | - Hancock - Hardin - Harrison - Henry - Howard - Humboldt - Ida - Iowa - Jackson - Jasper - Jefferson - Johnson - Jones - Keokuk - Kossuth - Lee - Linn - Louisa - Lucas - Lyon | - Madison - Mahaska - Marion - Marshall - Mills - Mitchell - Monona - Monroe - Montgomery - Muscatine - O'Brien - Osceola - Page - Palo Alto - Plymouth - Pocahontas - Polk - Pottawattamie - Poweshiek - Ringgold | - Sac - Scott - Shelby - Sioux - Story - Tama - Taylor - Union - Van Buren - Wapello - Warren - Washington - Wayne - Webster - Winnebago - Winneshiek - Woodbury - Worth - Wright |